# Arnaldo Lucentini
Arnaldo Lucentini (7. červenec 1930, Tolentino, Italské království – 6. srpen 1981, Gela, Itálie) byl italský fotbalový záložník.
V nejvyšší lize odehrál za Sampdorii, Fiorentinu, Triestinu a Lazio, celkem 236 zápasů a vstřelil 35 gólů.
Za reprezentaci odehrál tři utkání.

## Hráčské úspěchy

### Reprezentační
- 1× na MP (1948–1953)